# Morris Minor (1928)
Morris Minor är namnet på två personbilsmodeller, tillverkade av den brittiska biltillverkaren Morris Motor Company. Den första modellen tillverkades mellan 1928 och 1934 och beskrivs i denna artikel, medan den senare modellen tillverkades mellan 1948 och 1971, se Morris Minor.

## Historik
Morris första småbil presenterades på London Motor Show i oktober 1928. Det var ett svar på Austin 7, som blivit en succé på den brittiska marknaden. Morris Minor var dock en mer avancerad konstruktion, vilket Morris gärna påpekade i marknadsföringen. Motorn var utvecklad av Wolseley, som Morris hade köpt upp ett år tidigare och hade överliggande kamaxel. Chassit hade stela hjulaxlar upphängda i längsgående bladfjädrar och bromsar på alla fyra hjulen. Den avancerade motorn krävde mer underhåll än konkurrenternas motorer och till de små skåpvagnar som Morris byggde på Minor-chassit tog man fram en billigare version av motorn med sidventiler.
I konkurrensen med Austin och Ford presenterade Morris till 1931 en enkel, tvåsitsig variant av Minorn, med sidventilsmotor och öppen kaross. Den såldes till ett pris om endast £100.